# 谢腮古庙
谢腮古庙，位于中国广东省阳江市阳春市双滘镇五一村委会，为阳春市文物保护单位，类型为古建筑，公布时间为1994年5月6日。
谢腮古庙的历史年代为明代。